# Audrey Fella
 (janvier 2017).
Audrey Fella est une historienne, essayiste et scénariste française, née en 1975.
Ses recherches portent sur les diverses voies et expressions de la spiritualité féminine, et la manière dont celles-ci peuvent participer à la quête de sens de ses contemporains, femmes et hommes. À ce titre, elle est l’auteur de plus d’une dizaine de livres sur les femmes et le sacré, la mystique chrétienne et laïque, le chamanisme, et des figures comme la visionnaire Hildegarde de Bingen ou l’écrivaine Christiane Singer. Elle a également exploré la création féminine et l’art comme voie d’éveil avec la chorégraphe Carolyn Carlson, la metteuse en scène Irina Brook, la chanteuse Camille et la peintre Frédérique Lemarchand. 

## Œuvres

### Essais
- Mélusine et l’éternel féminin, Paris, Dervy, 2006.
- Hildegarde de Bingen, la sentinelle de l’invisible, Paris, Le Courrier du Livre, 2009.
- Les Femmes mystiques. Histoire et dictionnaire (dir.), Paris, Robert Laffont, coll. « Bouquins », 2013.
- Hildegarde de Bingen. Corps et âme en Dieu, Paris, Points, 2015.
- Femmes en quête d’absolu, Paris, Albin Michel, 2016.
- Femmes chamanes. Rencontres initiatiques, Paris, Mama Editions, 2020 (Prix ALEF 2021).
- Christiane Singer, une vie sur le fil de la merveille, Paris, Albin Michel, 2022.
- Dire Oui à notre fécondité spirituelle, Paris, L'Originel - Charles Antoni, coll. "Le Cercle des Vivants", 2023.
- Chair Lumière. Entretien avec Frédérique Lemarchand, Paris, Mama Editions, 2023.
- Portraits d'âmes - Carolyn Carlson, Irina Brook et Camille, Paris, Seuil, 2024.

### Récit
- Ordalie amoureuse, Cordes-sur-Ciel, Éditions Rafael de Surtis, 2009.